# 亚历山德鲁·内亚古
亚历山德鲁·内亚古（羅馬尼亞語：Alexandru Neagu，1948年7月19日—2010年4月17日），罗马尼亚男子足球运动员，司职前锋。他曾代表罗马尼亚国家队参加1970年国际足联世界杯，结果队伍止步小组赛阶段。